# ロヒンギャ連帯機構
ロヒンギャ連帯機構（ロヒンギャれんたいきこう、Rohingya Solidarity Organisation、略称: RSO）はロヒンギャの政治・武装組織。1982年に国籍法が改正され、ロヒンギャが無国籍者の不法移民となったのを機に結成された。1988年に武装闘争を放棄したが、2021年のミャンマークーデターを機に武装闘争の再開を宣言した。

## 歴史
1982年に国籍法が改正され、ロヒンギャが無国籍者の不法移民となったのを機に、ロヒンギャ愛国戦線（RPF）の過激派が、いつまで経っても武装闘争を開始しないRPFに見切りをつけて結成した。議長には元弁護士のヌルル・イスラーム、副議長には医師のモハメド・ユヌス（Mohammed Yunus）が就任した。
RSOより厳格なムスリム路線を取り、チッタゴンのウキアにキャンプを設け、サウジアラビアの慈善団体がコックスバザールに建設した難民キャンプを維持しつつ、バングラデシュのジャマーアテ・イスラーミー、アフガニスタンのヒズベ・イスラーミー・ヘクマティヤール派（Hizb-e-Islami）、インド・カシミール地方のヒズブル・ムジャーヒディーン、マレーシアのイスラーム青年運動（Angkatan Belia Islam ）などと連帯した。当時、ソ連軍と戦った経験のあるアフガニスタン人の退役軍人の教官がおり、100人ほどのRSO兵士が、アフガニスタンのホースト州でヒズベ・イスラーミー・ヘクマティヤール派の軍事訓練を受けたのだという。またタイの武器商人から購入したRPG、機関銃、ライフルなどの兵器をバングラデシュの武装組織に供給し、件の武装組織のメンバーに軍事訓練を施したりした。しかし、他のロヒンギャ指導者たちが組織の急速な方向転換に反対し、結局、ミャンマー国内ではまったく武装闘争を行えなかった。
1986年から1987年にかけて、ヌルル・イスラーム率いるRSOの一派とRPFの残党が結集して、アラカン・ロヒンギャ・イスラム戦線（ARIF）を結成した。ただこちらも武装闘争は行わず、ラカイン州北部にムスリムの自治領を求める活動を行うに留まった。
しかし、1980年代後半から1990年代前半にかけてRSOはARIFとともに新たな資金源を得て軍事訓練を始め、大幅に増強。この情報を入手した国軍は、「清潔で美しい国作戦」を発動してRSOとARIFを一掃。その際、約25万人の難民がバングラデシュに流出した。
これによって大打撃を受けたRSOは、再起を図り、1994年4月28日、マウンドーで爆弾テロ事件を起こしたが、民間人に4人の死傷者を出しただけに終わり、逆に国軍の反撃を受けて30人ほどの兵士を失った。この失敗によりRSOは武装闘争に見切りをつけ、1995年、ARIFと合併してアラカン・ロヒンギャ民族機構（Arakan Rohingya National Organisation：ARNO）を結成。2000年にはラカイン族武装組織の連帯組織・アラカン民族統一党（The National United Party of Arakan：NUPA）と連帯してアラカン独立同盟（Arakan Independence Alliance：AIA）を結成した。これは長年対立してきたロヒンギャとラカイン族が手を結ぶ画期的な試みだったが、むしろこの組織への対応を巡ってラカイン族の武装勢力同士、ひいてはロヒンギャとラカイン族の対立が深まる皮肉な結果となった。
2003年、バングラデシュ当局にチッタゴンとコックスバザールにあるARNO事務所を捜索され、数百人のメンバーが銃器密売・麻薬密売の容疑で一斉検挙され壊滅的打撃を受け、武装闘争からの引退を表明した。同年4月にARNOの武装組織・ロヒンギャ民族軍（Rohingya National Army：RNA）がマウンドーのナサカの事務所を2度攻撃して少なくとも4人の警察官を殺害したという事件があったが、以降、武装闘争はなりを潜めている。その後、ARNOの3つの派閥がいずれもRSOを名乗って活動を続けていったが、彼らは、ハルカトゥル・ジハード・アル・イスラーミー（HuJI）のようなバングラデシュの過激派組織と連携していると伝えられている。

## 2021年クーデター後
2021年のクーデター後、各地で国軍と国民防衛隊（PDF）、少数民族武装勢力との衝突が起きる中、2021年9月、RSOのチョーミントゥン少佐を名乗る男性が、SNSに動画を投稿。ロヒンギャの人々の権利のために国軍と戦うと武装闘争の再開を宣言した。動画にはRSOの兵士たちが軍事訓練を受けている様子も映っていた。ただ「RSO」は、誰でも利用できるロヒンギャ過激派のブランドのようなものにもなっているとの指摘もあり、元の組織との関係は不明である。
2023年11月13日、ラカイン族の武装勢力・アラカン軍（AA）が停戦合意を破ったことにより、ラカイン州では国軍とアラカン軍との戦闘が再開した。その際、アラカン・ロヒンギャ救世軍（ARSA）、ロヒンギャ連帯機構（RSO）、アラカン・ロヒンギャ軍（ARA）といったロヒンギャの武装組織は国軍の指揮下に入ってAAと戦った。
ARSAとRSOはコックスバザールにあるロヒンギャ難民キャンプで激しく支配権を争っており、現在はRSOが優勢で、ロヒンギャの若者たちを強制徴募して、国軍に送っているとされる。AAは、20年近く武装闘争を行っていなかったRSOの突然の台頭を怪しみ、バングラデシュ政府がRSOを支援していると非難している。

## 組織
組織のヴィジョンとして、「自由を受け入れ、故郷に帰る」「抑圧からの解放」「無国籍者の帰還」「人権と自治」を挙げている。